# Francisco Javier Cabello Dodero
Francisco Javier Cabello Dodero (Segovia, 25 de agosto de 1888 – Madrid, 21 de junio de 1953) fue un arquitecto español. Estudió en la Escuela de Arquitectura de Madrid y ejerció como arquitecto municipal en Segovia entre 1916 y 1920. En 1926 fue nombrado delegado regio de Bellas Artes en la provincia de Segovia, cargo que ejerció hasta 1933. Dirigió la restauración de diferentes monumentos en la provincia de Soria, entre ellos la Iglesia de San Quirce, Iglesia de San Millán, Iglesia de San Nicolás, Alcázar de Segovia (1941)  y murallas de Segovia (1942-1952). 
Formó parte de un grupo de intelectuales, entre los que se encontraba Antonio Machado, que impulsaron la creación de la Universidad Popular Segoviana, la cual inició su actividad el 2 de febrero de 1920 con clases nocturnas una o dos veces a la semana de lunes a viernes.

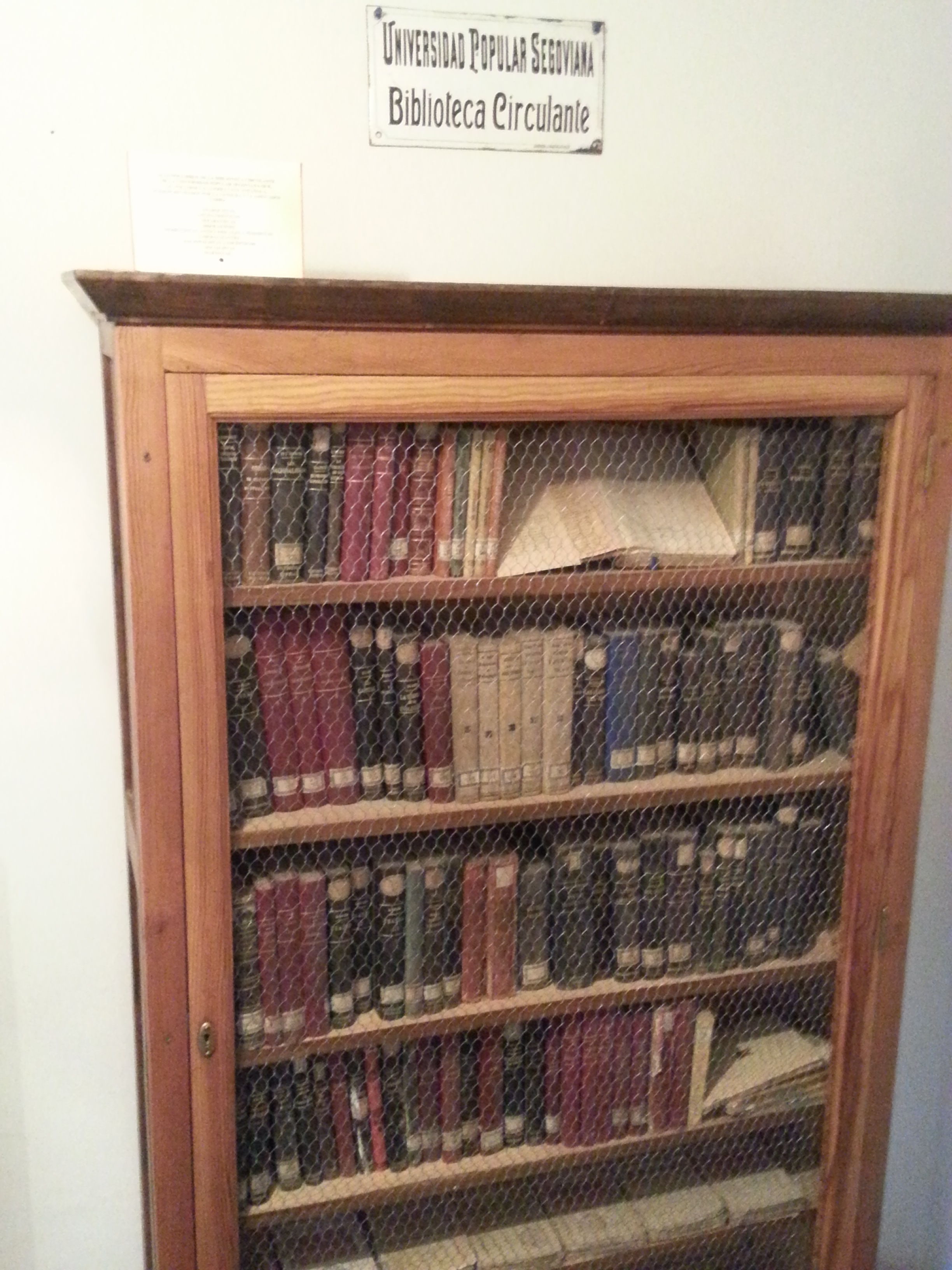
Anaquel de libros de la "biblioteca circulante" de la Universidad Popular Segoviana. Casa-museo de Antonio Machado (Segovia).

## Publicaciones
- La arquitectura románica en Segovia(1952), páginas 5-37.
- Conservación de los monumentos de Segovia (1938-1952), en Arte Español (Madrid, 1952), páginas 75-98.

## Diseños

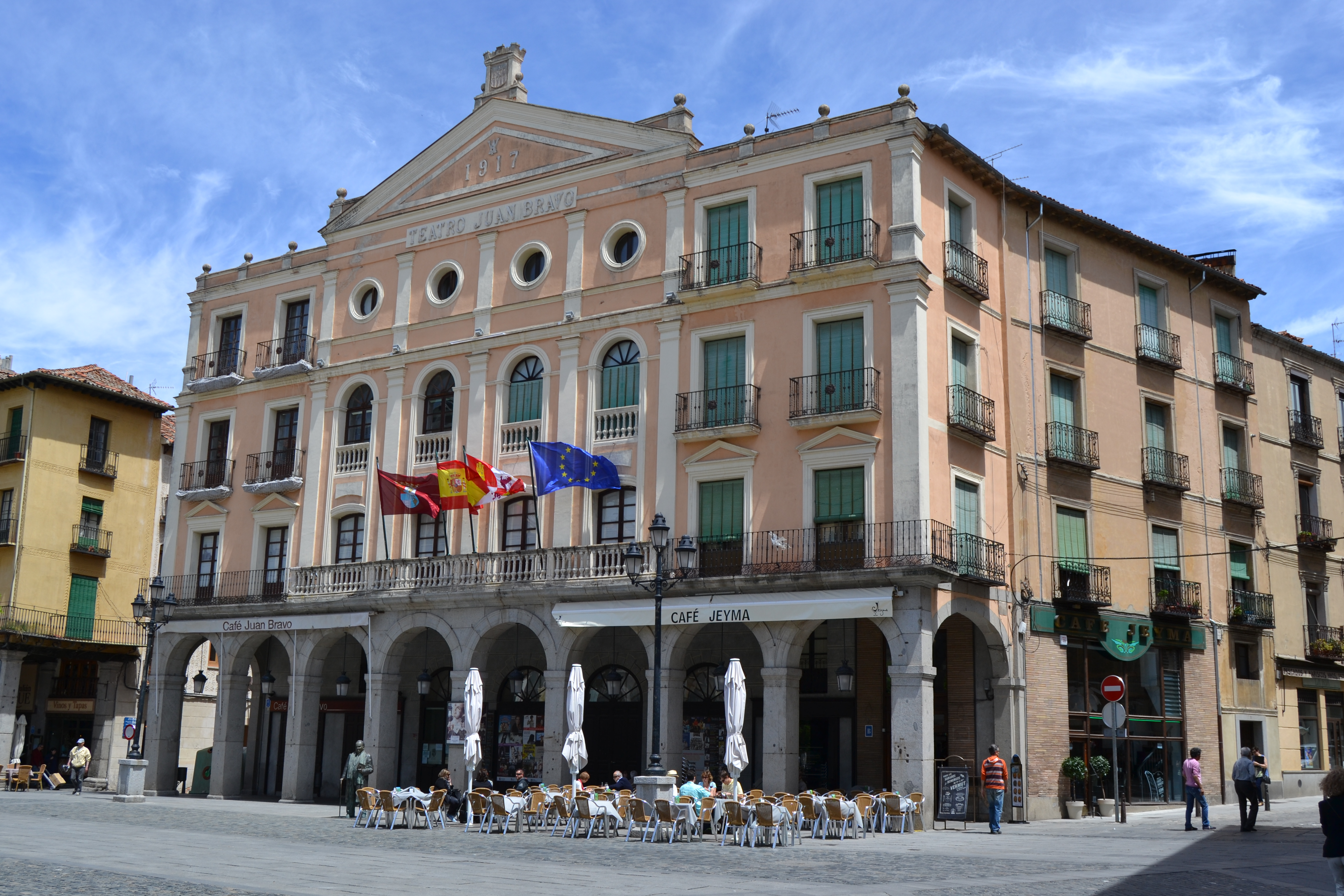
Teatro Juan Bravo.

- Teatro Juan Bravo, Segovia (1917-1918)
- Casa de los Larios, Segovia (1915).
- Chalet de Emilio Sousa, Segovia (1938).